# 大肚上堡
大肚上堡，是台灣中北部自清治時期至日治初期的一個行政區劃，其範圍包括今臺中市的清水區全部及沙鹿區北部。
大肚上堡西邊瀕臨台灣海峽，北邊為苗栗三堡，東邊為捒東上堡，東南邊為捒東下堡，南邊為大肚中堡。

## 管轄街庄
大肚上堡共轄14個庄：
- 今清水區境內：牛罵頭街、社口庄、大槺榔庄、秀水庄、四塊厝庄、高美庄、三塊厝庄、田藔庄、吳厝庄、楊厝藔庄、大突藔庄
- 今沙鹿區境內：公館庄、西勢藔庄、鹿藔庄